# Red Hat Linux
Red Hat Linux – jedna z najstarszych i w swoim czasie najpopularniejszych dystrybucji Linuksa, tworzona przez firmę Red Hat.
Dystrybucja była znana z licznych narzędzi konfiguracyjnych ułatwiających początkującym użytkownikom zarządzanie systemem, jak i systemu pakietów RPM, który ułatwiał instalowanie oprogramowania.
Ostatnią udostępnioną wersją był Red Hat Linux 9, dalszy rozwój systemu został podzielony na dwie gałęzie: niekomercyjny projekt Fedora Core (obecnie Fedora) i komercyjną dystrybucję Red Hat Enterprise Linux.
Dzięki swoim cechom Red Hat Linux był szeroko stosowany w zwykłych systemach odpowiedzialnych za kierowanie ruchem w sieci, w serwerach wydruków, PPP, poczty, FTP, serwerach baz danych lub stacjach roboczych, a także w najbardziej zaawansowanych zastosowaniach wieloprocesorowych, szczególnie zaś tam, gdzie wymaga się wysokiej niezawodności działania. Red Hat Linux jako system zapewniający stabilność pracy w sieci znalazł szerokie zastosowanie na rozwijającym się dynamicznie rynku internetowym.
Dzięki swej wieloplatformowości i bezproblemowej obsłudze licznych protokołów sieciowych był przydatny w integrowaniu zasobów udostępnianych przez systemy operacyjne różnych producentów.

## Historia dystrybucji
- 1.0 (Mother’s Day), 3 listopada 1994 (Linux 1.2.8)
- 1.1 (Mother’s Day+0.1), 1 sierpnia 1995 (Linux 1.2.11)
- 2.0, 20 września 1995 (Linux 1.2.13-2)
- 2.1, 23 listopada 1995 (Linux 1.2.13)
- 3.0.3 (Picasso), 1 maja 1996
- 4.0 (Colgate), 3 października 1996 (Linux 2.0.18)
- 4.1 (Vanderbilt), 3 lutego 1997 (Linux 2.0.27)
- 4.2 (Biltmore), 19 maja 1997 (Linux 2.0.30-2)
- 5.0 (Hurricane), 1 grudnia 1997 (Linux 2.0.32-2)
- 5.1 (Manhattan), 22 maja 1998 (Linux 2.0.34-0.6)
- 5.2 (Apollo), 2 listopada 1998 (Linux 2.0.36-0.7)
- 6.0 (Hedwig), 26 kwietnia 1999 (Linux 2.2.5-15)
- 6.1 (Cartman), 4 października 1999 (Linux 2.2.12-20)
- 6.2 (Zoot), 3 kwietnia 2000 (Linux 2.2.14-5.0)
- 7 (Guinness), 25 września 2000 (Linux 2.2.16-22)
- 7.1 (Seawolf), 16 kwietnia 2001 (Linux 2.4.2-2)
- 7.2 (Enigma), 22 października 2001 (Linux 2.4.7-10, Linux 2.4.9-21smp)
- 7.3 (Valhalla), 6 maja 2002 (Linux 2.4.18-3)
- 8.0 (Psyche), 30 września 2002 (Linux 2.4.18-14)
- 9 (Shrike), 31 marca 2003 (Linux 2.4.20-8)